# تيري بي. بال
تيري بي. بال (بالإنجليزية: Terry B. Ball)‏ هو عالم نبات أمريكي، ولد في 1955.